# Gunung Mulu
Planina Mulu (malajski: Gunung Mulu) je 2.376 m visoka planina pješčenjaka i šejla u Nacionalnom parku Gunug Mulu (Taman Negara Mulu) u državi Sarawak (Malezija), na sjeveroistoku otoka Bornea. Planina je najpoznatija po jedinstvenim špiljama i krškim tvorevinama (295 km špiljskih mreža, stijene, litice i klanci) u planinskom krajoliku ekvatorijalne kišne tropske šume.
Nacionalni park Gunung Mulu, osnovan 1974., je postao slavan zbog velike znanstvene ekspedicije njezinih krških špilja koja je organiziralo Kraljevsko geografsko društvo, a u kojem je sudjelovalo više od 100 znanstvenika tijekom 15 mjeseci (1977. – 78.). Što je naposljetku dovelo do pokretanja akcije "Projekta špilja Mulua" (Mulu Cave Project)
528,64 km² parka Gunung Mulu je upisano na UNESCO-ov popis mjesta svjetske baštine u Aziji 2000. godine kao "najistraženije tropsko krško područje na svijetu u kojemu obitava oko 3.500 vrsta vaskularnih biljaka i milijuni primjeraka čiopa i šišmiša".
Ovo područje je bez trajnih naselja i bez putova, a nomadsko stanovništvo je zadržalo pravo na tradicionalni način lova u parku.

## Odlike
Krš Mulua je nastao u razdobljima kasnog eocena i ranog miocena, prije oko 17-40 milijuna godina. Iznad vapnenačkih stijena nalaze se visoki južni vrhovi planine Mulu koji čine uglavnom pješčenjak i šejl, a nastali su prije oko 40-90 milijuna godina (kasna kreda i rani eocen).
Prostorija Sarawak špilje Gua Nasib Bagus, svojom veličinom od 600 x 415 x 80 metara, je najveća poznata špiljska prostorija na svijetu. Zna se reći kako je dovoljno velika da u nju stane Boing 747, a da ne dodiruje zidove špilje. Dugo se prostorija obližnje "Jelenske špilje" smatrala za najveću na svijetu.
Ostale znaajne špilje su Benarat, "Vjetrovita špilja" i "Bistrovodna špilja" u kojoj s enalazi jedan od najvećih sustava podzemnih rijeka na svijetu, te se vjeruje kako je svojim volumenom od 30.347.540 m³ ona najveća na svijetu. Tu su i "krški vrhovi" koji se svojim oštricama uzdižu do 50 m iznad šumskih krošnji.
Nacionalni park ima 17 vegatacijskih pojasa koji su uglavnom niska kišna šuma (40%) i planinska kišna šuma (20%). Šume se sastoje od oko 3.500 vrsta vaskularnih biljaka od kojih je veliki broj endemskih vrsta. Tu raste i najveći broj vrsta palmi na svijetu s 109 vrsta 20 različitih redova. U šumama obitava 80 vrsta sisavaca i 270 vrsta ptica (uljučujući 24 vrste koje su endemi na Borneu). U špiljama obitava 55 vrsta reptila, 76 vrsta vodozemaca, 48 vrsta riba i više od 20.000 beskralješaka. Zabilježeno je kako samo u Jelenskoj špilji obitava oko 3 milijuna primjeraka šišmiša Chaerephon plicata, te nekoliko milijuna špiljskih čiopa.

## Poveznice
Najslavnije krške tvorevine na svijetu:
- Krške špilje Aggteleka i Slovačkog krša
- Krške i evaporitne špilje Sjevernih Apenina (Italija)
- Južnokineski krš
- Nacionalni park Phong Nha Ke Bang i Zaljev Hạ Long Vijetnam
- Škocjanske jame, Slovenija

## Vanjske poveznice
- Službena stranica nacionalnog parka planine Mulu (engl.)
- Gunung Mulu video na UNESCO-ovim stranicama (You Tube) (engl.)
- Turističke informacije na Virtual Malaysia  Arhivirana inačica izvorne stranice od 28. listopada 2012. (Wayback Machine) (engl.)